# イニゴ・ルイス・デ・ガラレタ
イニゴ・ルイス・デ・ガラレタ・エチェベリア（Iñigo Ruiz de Galarreta Etxeberria, 1993年8月6日 - ）は、スペイン・サン・セバスティアン出身のサッカー選手。アスレティック・ビルバオ所属。ポジションはミッドフィールダー。

## クラブ経歴
2003年にアスレティック・ビルバオのカンテラに入団し、2011-12シーズンのUEFAヨーロッパリーグ、パリ・サンジェルマンFC戦にてトップチームデビューを果たした。翌シーズンはトップチームで公式戦8試合に出場するも、そのほとんどが途中出場に終わったことで翌2013-14シーズンはセグンダ・ディビシオンのCDミランデスにレンタル移籍をした。その後はレアル・サラゴサ、CDレガネスにレンタルするも、ビルバオでのトップチーム定着は叶わなかった。
ビルバオ退団以降は主にスペイン2部のクラブを転々としている。
2023年6月8日、2年契約で古巣アスレティック・ビルバオに復帰した。

## 代表経歴
U-17スペイン代表として、2010 UEFA欧州選手権の予選では、フェロー諸島やルーマニアと対戦しました。また、ポルトガル代表との2試合の親善試合にも出場した。 U-18スペイン代表やU-19スペイン代表でもプレーしました。